# Henrique Schneider
Henrique Schneider (* 14. September 1977 in São Paulo, Brasilien) ist ein Schweizer Wirtschaftswissenschaftler und seit 2024 Generalsekretär der SVP Schweiz.

## Leben
Henrique Schneider studierte Volkswirtschaftslehre in der Schweiz, China und den USA. Er wurde 2018 als Professor für Volkswirtschaftslehre an der privaten Fachhochschule Nordakademie berufen, das Arbeitsverhältnis wurde Ende 2023 aufgelöst. Mikroökonomie, Umweltökonomik und Wettbewerbstheorie gehörten zu den Schwerpunktthemen Schneiders.
Für die AfD erstellte er 2021 ein Gutachten zur demokratischen Bildung der Jugend in Deutschland und stellte dieses auf einer Podiumsdiskussion der Bundestagsfraktion vor.
Am 8. Februar 2023 wurde Schneider – bisheriger stellvertretender Direktor des Gewerbeverbands – von der Gewerbekammer des Schweizerischen Gewerbeverbands SGV, zum neuen Direktor auf den 1. Juli 2023 in Nachfolge von Hans-Ulrich Bigler gewählt. Am 9. Juni widerrief der Vorstand des Gewerbevebands die Wahl, weil ein Rechtsgutachten Plagiatsvorwürfe gegen Schneider bestätigte. Die Annulation wurde durch die Gewerbekammer bestätigt. Schneider blieb vorerst stellvertretender Direktor. Im Dezember 2023 trennten sich Schneider und der Verband.
Im Januar 2024 gab die SVP bekannt, dass Schneider per 1. März 2024 neuer Generalsekretär der Partei wird. Der bisherige Generalsekretär Peter Keller wurde stellvertretender SVP-Generalsekretär.

## Kritik
In der Kritik stand Schneider, weil er rechts politisierte und weil er die Wettbewerbskommission (WeKo), deren Mitglied er damals war, mit Institutionen in Diktaturen verglich. Im März 2023 erhob die NZZ am Sonntag Vorwürfe des Plagiats und unrichtiger Angaben im Lebenslauf. Laut einer Stellungnahme der Nordakademie habe Schneider einen Hochschulabschluss in Kultur- und Sozialwissenschaften und in Österreich erfolgreich promoviert. Er verfasste 2015 an der Universität Graz eine Dissertation über Veränderungen im politischen Verhältnis von Dorf und Staat im Kosovo. Gutachter waren die beiden Historiker Karl Kaser und Harald Heppner. Gegenüber der NZZ am Sonntag erklärte Schneider: «Ich führe keine akademischen Titel und interveniere, wenn immer ich frühzeitig genug merke, dass solche Titel und Funktionsbeschreibungen mit mir in Verbindung gebracht werden.» Ein Gutachten des Plagiatsspezialisten Stefan Weber ergab, Schneider habe «systematisch ohne Quellenangabe abgeschrieben». Deshalb forderte Felix E. Müller in der NZZ am Sonntag, Schneider sei aus öffentlichen Gremien wie der Wettbewerbskommission (WeKo) zu entfernen. Schneider trat per 1. August 2023 aus der Weko zurück, er begründete es damit, dass er zum Kartellrichter in Grossbritannien ernannt wurde und Ende Jahr die maximale Amtsdauer von zwölf Jahren erreicht hätte.

## Schriften (Auswahl)
- Indifferenz, Gegnerschaft, Identität: Veränderungen im politischen Verhältnis von Dorf und Staat im Kosovo. Berlin 2016, ISBN 3-8305-3717-4.
- Mehr als Helden: Menschen. 35 Portraits überraschender Liberaler. Grevenbroich 2017, ISBN 3-939562-73-4.
- mit Hans-Ulrich Bigler: Der Wert der KMU. Bern 2019, ISBN 3-033-07442-1.
- Das Rätsel der Produktivität. Betriebs- und volkswirtschaftliche Aktualisierung eines missverstandenen Begriffs. Wiesbaden 2020, ISBN 3-658-31757-4.